# Igerna
Lady Igerna (wal. Eigr, ang. Igraine, fr. Igerne lub Ygraine) – matka króla Artura według legend arturiańskich. Po raz pierwszy pojawia się w Mabinogionie jako Eigyr, córka księcia Amlawdda, ciotka Culhwcha. Jako matka Artura występuje w XII-wiecznej kronice Historia Regum Britanniae Geoffreya z Monmouth. Według tej wersji była żoną księcia lub króla Kornwalii – Gorloisa z Tintagel. Pożądał jej Uther Pendragon. Dzięki czarom Merlina przybrał on postać Gorloisa i spędził noc z jego żoną, a po śmierci Gorloisa wziął ślub z ciężarną Igerną. Podobną opowieść powtarza Thomas Malory w Le Morte d’Arthur.
Różne źródła w różny sposób przedstawiają koligacje Igerny, np. w XIII-wiecznym romansie Arthour and Merlin Igerna ma przed Utherem trzech mężów: Harinana z Gaskonii, Hoela z Kornwalii i Tintagela z Kornwalii. Poszczególne teksty różnią się też, jeśli chodzi o liczbę dzieci Igerny i ich imiona. Według Geoffreya z Monmouth i Malory’ego z pierwszym mężem miała trzy córki: Elaine z Garlot, Morgana Le Fay i Annę-Morgause. Cykl Wulgaty mówi natomiast o dwóch córkach Hoela (bezimiennej matce Gawaina oraz Blasine, która została później żoną Nentresa z Garlot) i trzech córkach Tintagela (bezimiennej żonie króla Briadasa, Hermesent, która wyszła za króla Uriena, oraz Morgana Le Fay).
W Cyklu Wulgaty Igerna umiera jeszcze przed śmiercią Uthera, jednak w innych tekstach przeżywa męża. Według Percewala Chrétiena de Troyes po śmierci Uthera Igerna kazała zbudować zamek na Skale Canguin i zamieszkała tam wraz z córką oraz pięciuset giermkami, którzy czekali na bohatera, który przeszedłby próbę, został panem zamku i pasował ich na rycerzy. Próbę przechodzi Gawain, wnuk Igerny.